# Molina di Ledro
Molina di Ledro es una fracción geográfica de 1.572 habitantes de la comuna de Ledro en la provincia de Trento, en el extremo oriental del Valle de Ledro. Era un poblado que, junto con los antiguos municipios de Tiarno di Sopra, Bezzecca, Concei, Pieve di Ledro y Bezzecca formaban parte de la "agrupación de municipios" del Valle de Ledro y que a partir de enero de 2010 conforman el nuevo municipio de Ledro.
Molina di Ledro es el lugar de nacimiento del famoso poeta y "príncipe" de los traductores del siglo XIX Andrea Maffei, quien también fuera esposo de Clara Maffei.
Molina di Ledro es la sede del Museo de las pilas del lago de Ledro.

## Administración
- Alcalde: Franco Brighenti
- Fecha de asunción: 9 de mayo de 2005
- Partido: lista civica
- Teléfono de la comuna:0464 508127

## Evolución demográfica
La circunscripción territorial ha sufrido varios cambios a través de los años, como la agregación de los territorios de 1928 que abolió la comuna de Biacesa, Legos y Pre Mezzolago; y en 1955 el desplazamiento de los territorios de los antiguos municipios de Mezzolago y Pregasina (que ya había suprimido a Biacesa anteriormente en 1925) agregando las comunidades de Pieve di Ledro y Riva, ahora llamada Riva del Garda (censo de 1951: Pob. res: 261).
| Gráfica de evolución demográfica de Molina di Ledro entre 1861 y 2001 |
|                                                                       |
| Fuente ISTAT - Gráfica elaborada por Wikipedia                        |